# Symposium de peinture de Baie-Comeau
Le Symposium de peinture de Baie-Comeau est une rencontre annuelle de peinture figurative, créée en 1987 et se déroulant dans la ville de Baie-Comeau au Québec.

## Description
Venus du Québec, du Canada, des États-Unis et d’Europe, plus d’une trentaine d’artistes des arts visuels (huile, acrylique, aquarelle et autres) participent au symposium. 300 peintures y sont exposées pendant six jours,.

## Présidence d'hier à aujourd'hui
Chaque année, un président ou une présidente d'honneur est sélectionné. Il a la tâche, avec un comité, de trouver le thème de l'année ainsi que de réviser les candidatures de la trentaine d'artistes qui feront au bout du compte partie du Symposium. À deux reprises, le Symposium était présidé par deux présidents; à sa première édition et à son 20e anniversaire.
| Année | Thème                           | Président(e)                          |
| ----- | ------------------------------- | ------------------------------------- |
| 1987  | Création en liberté             | Jeremy Gilles et Maurice Lebon        |
| 1988  | Création en liberté 2           | Jean-Paul Lapointe                    |
| 1989  | Le geste de l'art               | Paul-Tex Lecor                        |
| 1990  | L'art tisse un pays             | Paul-Tex Lecor                        |
| 1991  | Les couleurs du nord            | Umberto Bruni                         |
| 1992  | Reflets de Manicouagan          | Pauline Bressan                       |
| 1993  | L'art et l'amitié               | Littorio Del Signore                  |
| 1994  | La fleur de l'art               | Nicole Foreman                        |
| 1995  | L'art sans frontière            | Roger Alexandre                       |
| 1996  | L'art plein la tête             | Rémi Clark                            |
| 1997  | L'amour de l'art                | Francesco Iacurto                     |
| 1998  | L'art grandeur nature           | St-Gilles                             |
| 1999  | À la lumière des harmonies      | Ginette Beaulieu                      |
| 2000  | Souvenirs d'antan               | Florence Dionne                       |
| 2001  | À l'image de la Côte-Nord       | Louis-Philippe Charbonneau            |
| 2002  | Au cœur du Patrimoine           | Roland Palmaerts                      |
| 2003  | Aux couleurs de la paix         | Jacques Poirier                       |
| 2004  | Pour réinventer la Manicouagan  | Claude Bonneau                        |
| 2005  | Grandir à Baie-Comeau           | Maryse Proulx                         |
| 2006  | 20 ans de création              | Littorio Del Signore et Ivo Di Piazza |
| 2007  | Au pays des rêves               | Thérèse Fournier                      |
| 2008  | Explosion de couleurs           | Albini Leblanc                        |
| 2009  | Une bouffée d'art pur!...       | Mario Beaudoin                        |
| 2010  | Découvrir l'explorateur en nous | Guy Paquet                            |
| 2011  | Hommage aux 25e symposium       | Littorio Del Signore                  |
| 2012  | Le goût de l'Art                | Daniel Vincent                        |
| 2013  | Baie-Comeau en couleurs         | Yvon St-Aubin                         |
| 2014  | En toute liberté                | Madeleine Caron                       |
| 2015  | En mouvement                    | Hélène Charland                       |
| 2016  | 30 ans d'Art                    | Umberto Pinochet                      |
| 2017  | Tourner vers l'avenir           | Odette Feller                         |